# Timpuri Noi (métro de Bucarest)
Nouveaux Temps
Timpuri Noi est une station de métro roumaine des lignes M1 et M3 du métro de Bucarest. Elle est située quartier Vitan, dans le secteur 4 au centre de la ville de Bucarest.
Elle est mise en service en 1979, elle est alors l'un des terminus de la première ligne du métro.
Exploitée par Metrorex elle est desservie par les rames des lignes M1 et M3, qui circulent quotidiennement entre 5 h 0 et 23 h 0 (heure de départ des terminus). Une station du tramway de Bucarest et des arrêts de bus sont situés à proximité.

## Situation sur le réseau
Établie en souterrain, la station Timpuri Noi est située sur le tronçon commun aux lignes M1 et M3.
Sur la ligne M1 elle est située entre les stations Piața Unirii, en direction de Dristor, et Mihai Bravu, en direction de Pantelimon. Sur la ligne M3 elle est située entre les stations de Piața Unirii, en direction de Preciziei, et Mihai Bravu, en direction d'Anghel Saligny.

## Histoire
La station terminus de Timpuri Noi est mise en service le 16 novembre 1979, lors de l'ouverture à l'exploitation du premier tronçon du métro jusqu'à Semănătoarea (ancien nom de la station terminus Petrache Poenaru. Elle devient une station de passage le 28 décembre 1981, lors de l'ouverture à l'exploitation du tronçon, long de 10,1 kilomètres jusqu'au nouveau terminus de Republica.
Elle devient le 4 juillet 2009 l'une des stations du tronçon commun aux lignes M1 et M3.

## Service des voyageurs

### Accueil
La station dispose d'une bouche sur le Splaiul Unirii. Des escaliers, ou des ascenseurs pour les personnes à mobilité réduite, permettent de rejoindre la salle des guichets et des automates pour l'achat des titres de transport (un ticket est utilisable pour un voyage sur l'ensemble du réseau métropolitain). Les deux plateformes sont reliées par un passage souterrain piéton permettant les correspondances.

### Desserte
À la station Timpuri Noi, la desserte quotidienne débute avec le passage des rames parties des stations terminus des lignes à 5 h 0 et se termine avec le passage des dernières rames ayant pris le départ à 23 h 0 des stations terminus.

### Intermodalité
D'autres moyens de transport en commun sont disponibles à proximité : la station Universitatea Creștină Dimitrie Cantemir du Tramway de Bucarest (ligne 19), et plusieurs arrêts de bus et trolleybus (lignes 97, 223, 312, 323 et N105).